# Enlightened Sound Daemon
Der Enlightened Sound Daemon, kurz EsounD oder esd, ist ein Soundserver, der von dem Fenstermanager Enlightenment verwendet wird und Standard bei vielen Linux-Distributionen war.
Zweck eines Soundservers ist es dafür zu sorgen, dass mehrere Anwendungen gleichzeitig Audiosignale ausgeben können. Dazu greifen die Anwendungen selbst nicht mehr direkt auf das Audiogerät beziehungsweise deren Treiber zu, sondern senden stattdessen den wiederzugebenden Audiostrom an den Soundserver. Dieser mischt die Ströme und spielt das Ergebnis dann über das Audiogerät ab.
EsounD verfügt auch über einfache Sequenzerfähigkeiten; so können Samples geladen und später wiedergegeben werden. Weiterhin ist EsounD netzwerktransparent – ein Programm muss also nicht auf demselben Host wie der Soundserver laufen, um Audioströme an diesen zu senden.
EsounD wird seit dem Jahr 2000 nicht mehr weiterentwickelt. Der direkte Nachfolger ist PulseAudio.